# Schachclub Braunschweig Gliesmarode von 1869
Der SC Braunschweig (vollständig Schachclub Braunschweig Gliesmarode von 1869 e. V.) ist ein Schachverein aus Braunschweig.

## Geschichte
Der SC Braunschweig wurde 1869 als Braunschweiger Schachclub von 1869 e. V. gegründet. Der Verein war Mitbegründer des Deutschen Schachbundes am 18. Juli 1877 in Leipzig.
In den Spielzeiten 1983/84 und 1984/85 spielte der Verein in der Schachbundesliga.
2004 erfolgte die Fusion mit dem Schachklub Gliesmarode von 1925 zum Schachclub Braunschweig Gliesmarode von 1869 e. V. Mannschaftskämpfe und Vereinsabende finden im Kultur- und Kommunikationszentrum Brunsviga im Östlichen Ringgebiet von Braunschweig statt.